# 卡里基尼國家公園
卡里基尼國家公園（英文：Karijini National Park）是澳洲西澳大利亞州第二大的國家公園，占地約6274平方公里，地理位置處與西澳首府柏斯（Perth）的北方約1055公里處。公園內以色彩變幻多姿的哈默斯利山脈（Hamersley Ranges）為主要地理景觀，其特色是相當多的峽谷、瀑布與小潭，水色清澈，溪流乾淨且具有相當多植物生態。

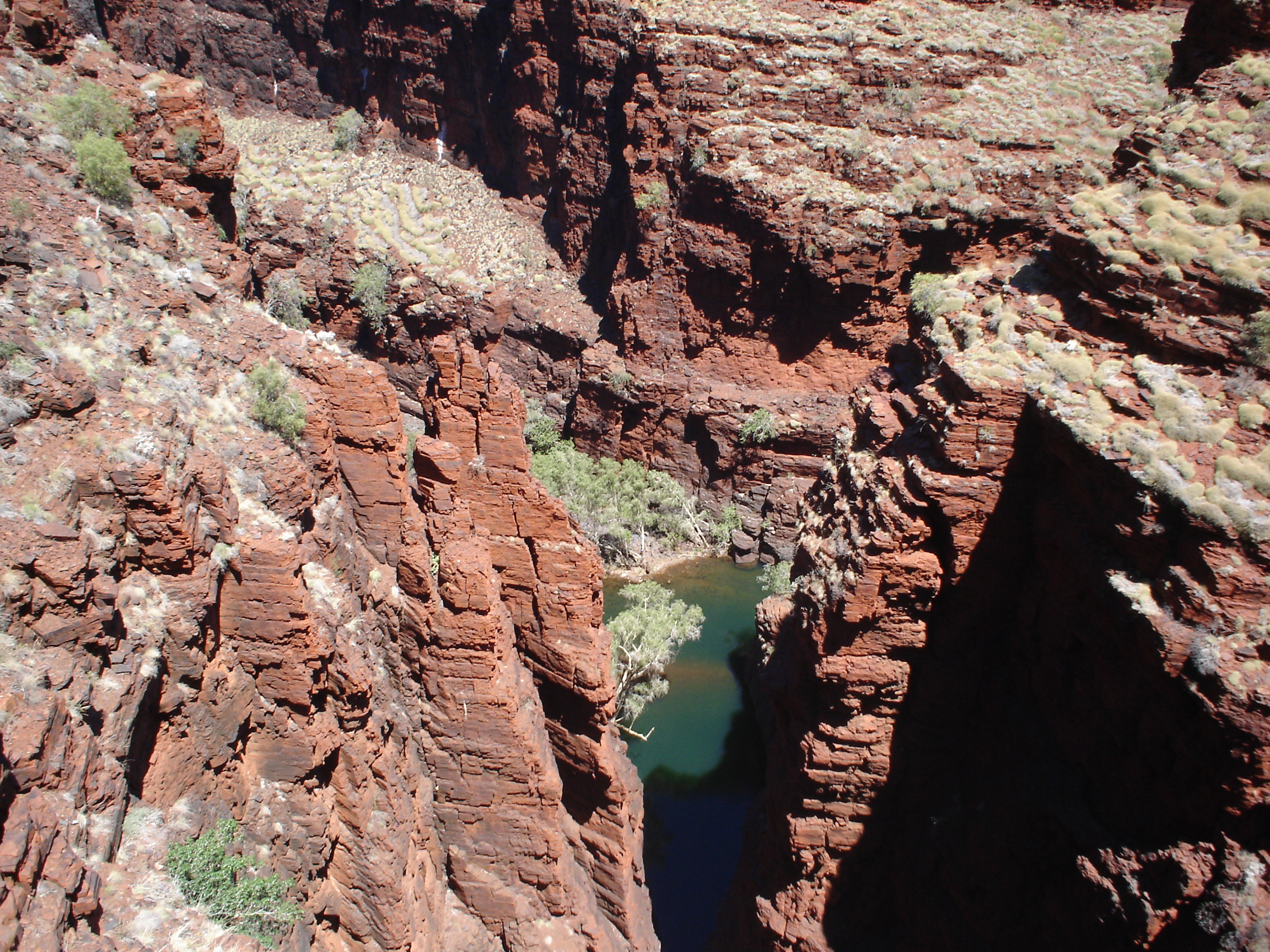
卡瑞吉尼國家公園的紅色峽谷
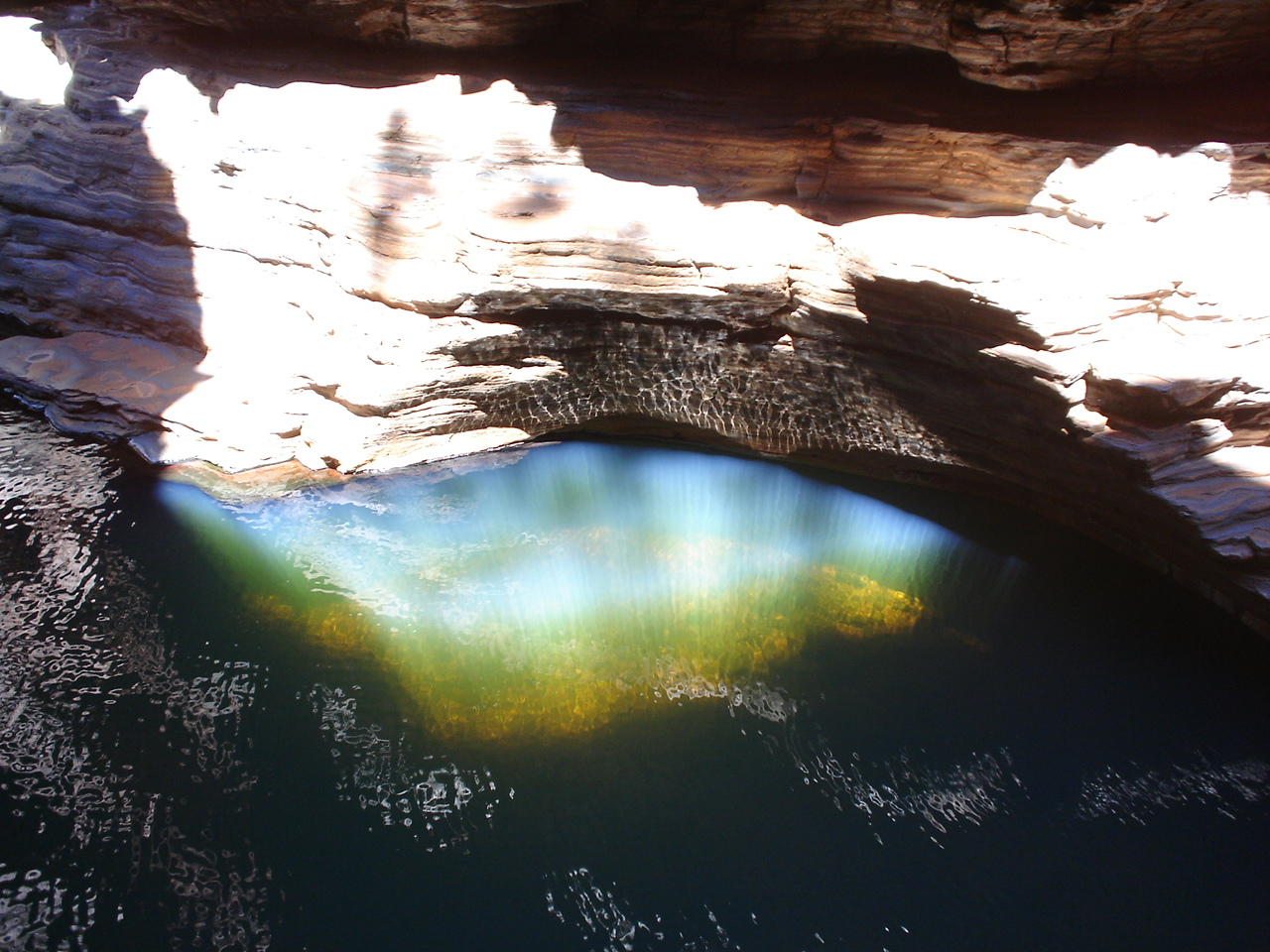
漂亮的科米茲潭（Kermits pool）